# Laaber Straße
Die Laaber Straße B 13 ist eine 17,5 km lange Landstraße in Niederösterreich und Wien von Brunn am Gebirge über Perchtoldsdorf, Wien und Laab im Walde nach Tullnerbach. Es existiert außerdem die B 13a, eine nicht ausgeschilderte Abzweigung in Wien, die auch Liesingtal Straße genannt wird und die B 13 mit der Brunner Straße B 12 und der Wiener Neustädter Straße B 17 verbindet.

## Straßenverlauf innerhalb Wiens
|  | B 13 - Breitenfurter Straße - Willergasse - Ketzergasse - Hochstraße B 13a - Breitenfurter Straße - Atzgersdorfer Platz - Brunner Straße - Perfektastraße - Erlaaer Straße |

## Geschichte
Die Atzgersdorfer Straße zwischen Erlaa und Pressbaum war ursprünglich eine Privatstraße des kaiserlichen Waldamtes und wurde 1827 vom Staat übernommen. Seit dem 1. November 1827 bestanden in Kalksburg und Kaltenleutgeben zwei Mautstationen, die dem Staat 1856 einen jährlichen Ertrag von 4.900 Gulden einbrachten. Wegen ihrer geringen überregionalen Bedeutung wurde diese Straße 1869 dem Land Niederösterreich übergeben und als Landesstraße geführt.
Die Laaber Straße gehörte vom 1. Jänner 1972 bis 2002 zum Netz der Bundesstraßen in Österreich und ging am 1. April 2002 wieder in Landesverwaltung über.